# Лупарево
Лупарево (укр. Лупареве) — село в Витовском районе Николаевской области Украины.
Население по переписи 2001 года составляло 1268 человек. Занимает площадь 0,936 км².